# Егл
Егл (фр. Aigle) је насељено место у Француској у региону Доња Нормандија, у департману Орн.
По подацима из 2011. године у општини је живело 7970 становника, а густина насељености је износила 442,29 становника/km².

## Демографија
| 1962. | 1968. | 1975. | 1982. | 1990. | 2011. |
| ----- | ----- | ----- | ----- | ----- | ----- |
| 7.317 | 8.702 | 9.619 | 9.834 | 9.466 | 7.970 |